# Broń pancerna Polskich Sił Zbrojnych

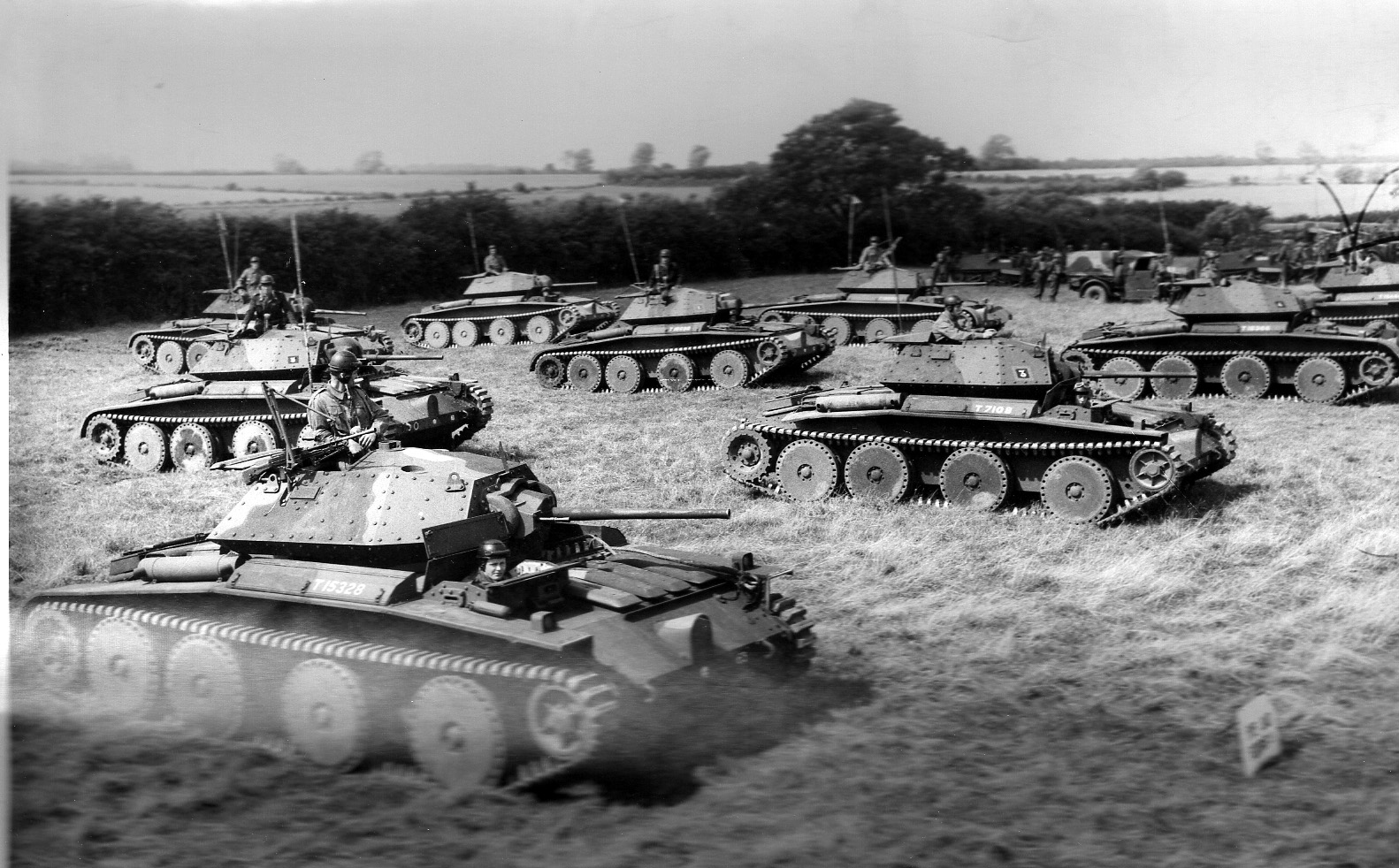
Polskie czołgi w Szkocji w 1941

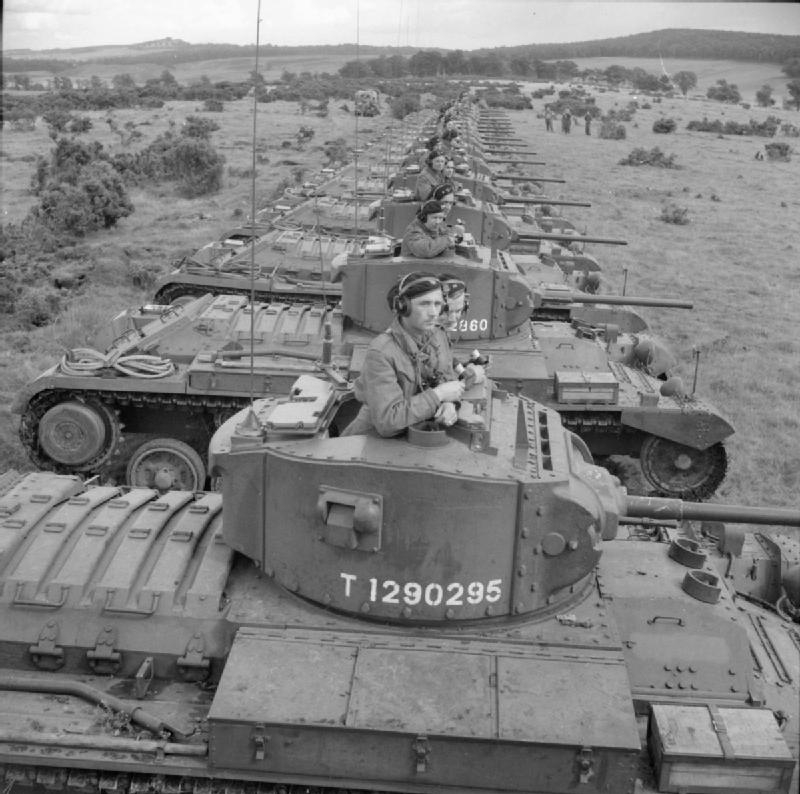
Czołgi Mk III Valentine 16 Brygady Pancernej Polskich Sił Zbrojnych na Zachodzie na manewrach w Szkocji.

Broń pancerna Polskich Sił Zbrojnych – jeden z podstawowych rodzajów wojsk w Polskich Siłach Zbrojnych.
W dniu zakończenia wojny Polskie Siły Zbrojne miały w swoim składzie dwie dywizje pancerne, dwie samodzielne brygady pancerne i trzy pułki rozpoznawcze. Stanowiło to prawie 50% wojsk pancernych Wielkiej Brytanii i przewyższało całość wojsk pancernych Kanady. W sprzęcie pancernym liczyły ok. 1335 czołgów i dział pancernych, 2971 transporterów opancerzonych i 1087 samochodów pancernych.

## Francja

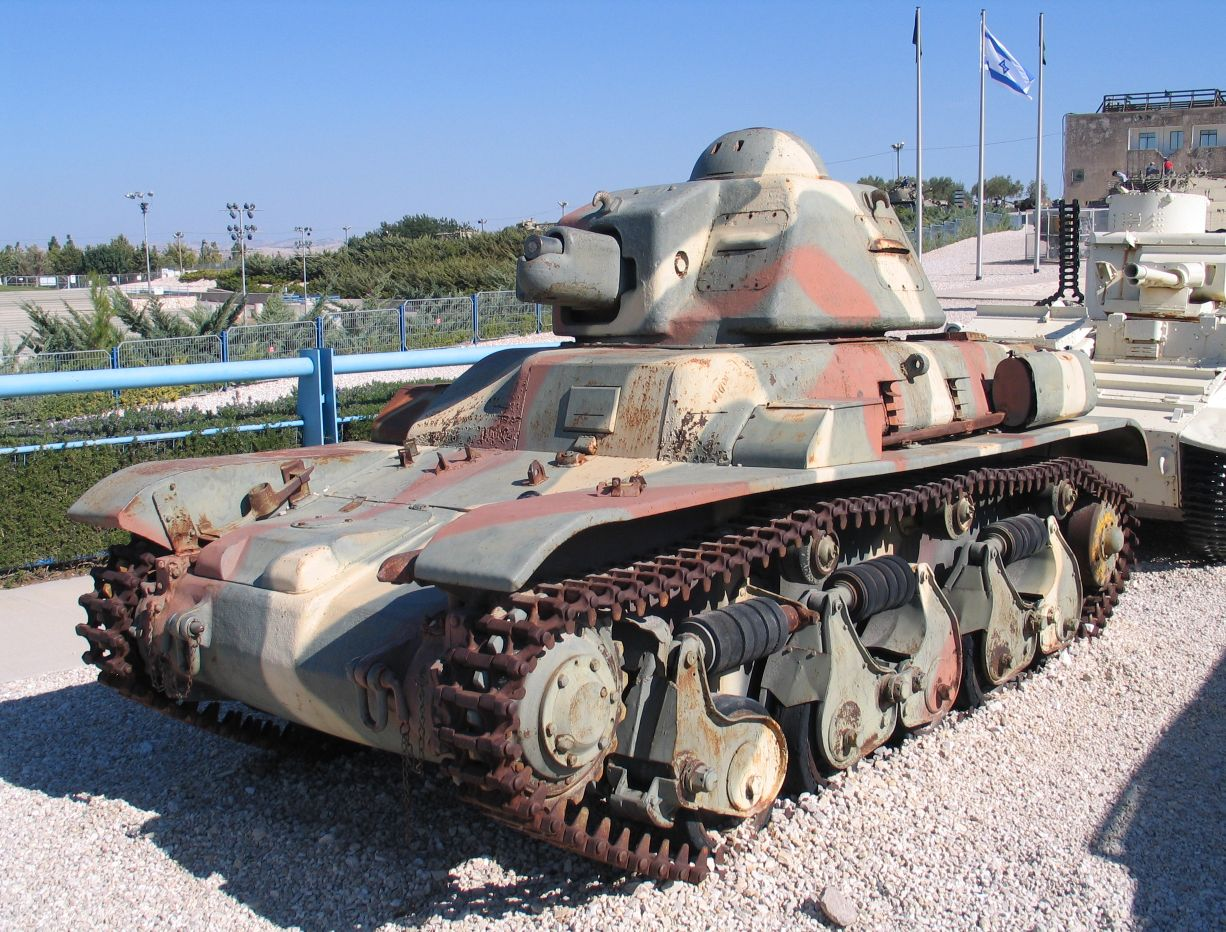
Renault R-35 – czołg podstawowy 10 BKPanc we Francji

Po przegranej przez Polskę kampanii wrześniowej oraz wycofania części wojsk z okupowanego przez wroga kraju rozpoczęto we Francji odtwarzanie polskich wojsk pancernych na podstawie pancerniaków służących w przedwojennych polskich wojskach pancernych II RP. Już od końca września 1939 rozpoczęto formować polskie wojska pancerne we Francji.
Płk Stanisław Maczek przy wydatnej pomocy gen. Sikorskiego dążył do sformowania dywizji pancernej. Jej trzon miała stanowić kadra 10 Brygady Kawalerii przebywająca czasowo na Węgrzech.

### Formowanie
W rejonie Orange rozpoczęto formowanie 10 Brygady Kawalerii Pancernej.
Organizacyjnie zapowiadała się imponująco. Posiadała pancerny pułk rozpoznawczy, pułk czołgów lekkich, pułk artylerii, dwa pułki kawalerii zmotoryzowanej i wszystkie służby brygadowe.
Francuzi początkowo nie przydzielili brygadzie sprzętu i uzbrojenia. Dopiero po klęsce we Flandrii, w trybie alarmowym ściągnięto brygadę pod Paryż, uzbrojono ją i wyekwipowano. Sprzęt okazał się jednak dla większości żołnierzy nieznanym, był trwale zakonserwowany i niedotarty.
Rozkaz natychmiastowego wymarszu na front, ze względów czysto technicznych był zupełnie niewykonalny.
Gen. Maczek, realizując wytyczne gen. Sikorskiego, przyjął rozwiązanie kompromisowe. 10 czerwca 1940 wyruszył do Szampanii w rzeczywistości na czele oddziału wydzielonego noszącego jednak nazwę 10 BKPanc. Główne siły brygady zostały pod Paryżem, pod dowództwem płk. Dworaka i po zakończeniu formowania mały dołączyć do zgrupowania Maczka.
OW – 10 BKPanc składała się ze sztabu i oddziału sztabowego, batalionu czołgów R-35, dywizjonu dragonów (po jednym szwadronie zmotoryzowanym i plutonie motocyklistów z 24 pułku ułanów i 10 pułku strzelców konnych), dywizjonu przeciwpancernego, baterii przeciwlotniczej i kompanii saperów. Razem oddział liczył ok. 1700 żołnierzy.

### Działania bojowe
12 czerwca brygada skoncentrowała się nad Marną, pod Avize, wchodząc w skład 4 Armii francuskiej. Od świtu 13 czerwca brygada osłaniała skrzydło VII Korpusu francuskiego i stoczyła bój pod Champaubert i Montmirail, a później kontratakowała pod Montgivroux. 14 czerwca brygada znalazła się pomiędzy wycofującymi się i coraz bardziej zdezorientowanymi dywizjami francuskimi. Sama również rozpoczęła manewr odwrotowy, walcząc na kolejnych rubieżach opóźniania.
Ostatnim bojowym akordem działania brygady było zdobycie w nocy z 16 na 17 czerwca miasteczka Montbard nad Kanałem Burgundzkim. Po zwycięstwie brygada ruszyła dalej w kierunku Dijon. Wieczorem 18 czerwca znalazła się w całkowitym okrążeniu pod wsią Moloy. Tego samego dnia przechwycono kapitulacyjny radiogram Pétaina o kapitulacji.
Gen. Maczek zdecydował się na zniszczenie ostatnich trzech czołgów, broni ciężkiej i przedzieranie się do południowej Francji i dalej już samodzielnie do Szkocji.
Część brygady pod dowództwem płk. Dworaka ewakuowała się do Szkocji po 20 czerwca 1940.

## W Wielkiej Brytanii i w Europie Zachodniej

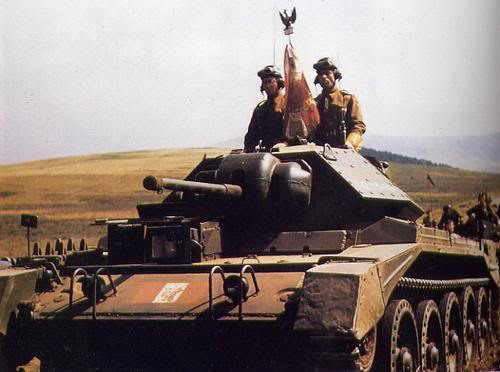
Czołg 1 DPanc w Haddington 1943

Początkiem formowania broni pancernej na wyspach stało się zgrupowanie płk. Dworaka.
Osobnym torem organizacyjnym formowała się 10 Brygada Kawalerii Pancernej. Wywodziła się z utworzonej w lipcu 1940 Douglas w Szkocji 2 Brygady Strzelców.

### 1 Dywizja Pancerna
W wyniku długotrwałych i dość skomplikowanych przekształceń organizacyjnych sformowano 1 Dywizję Pancerną, która w końcu lipca 1944 wylądowała w Normandii i wzięła udział w walkach na terenie Europy Zachodniej.
Dowodził nią gen. Stanisław Maczek. Dywizja ostatecznie przyjęła następujący skład organizacyjny: sztab (ze szwadronem czołgów dowództwa), szwadron regulacji ruchu, batalion łączności, batalion saperów, 10 pułk strzelców konnych (pancerny pułk rozpoznawczy), 10 BKPanc, 3 BSZ, artyleria dywizyjna i służby.
10 BKPanc posiadała 1 i 2 pułki pancerne oraz 24 (pancerny) pułk ułanów. Pułkiem zmotoryzowanym był 10 pułk dragonów.
W skład 3 BSZ wchodziły trzy bataliony strzeleckie (podhalański, 8 i 9) oraz samodzielny szwadron broni ciężkiej.
Artyleria składała się z czterech pułków: dwóch artylerii lekkiej, przeciwpancernego i przeciwlotniczego. Służby – to oddziały zaopatrzenia, warsztatowe i sanitarne.
Stan wyjściowy dywizji (wraz z pierwszym uzupełnieniem) wynosił ok. 16 tys. żołnierzy, 381 czołgów i 4 tys. pojazdów mechanicznych. Pułki pancerne były uzbrojone w 30-tonowe amerykańskie shermany, 10 pułk strzelców konnych i dowództwo dywizji w 30-tonowe brytyjskie cromwelle.

#### Działania zbrojne
Dywizja weszła do walki podległa dowódcy 1 Armii kanadyjskiej, wchodzącej w skład 21 Grupy Armii, feldmarszałka Montgomery’ego.
W nocy z 7 na 8 sierpnia zajęła rejony wyjściowe do natarcia na Falaise, mającego stanowić finalny akt walk w Normandii.
Bitwa pod Falaise była dla polskich pancerniaków swoistym sprawdzianem umiejętności nabytych w trakcie szkolenia na wyspach. Szczególnie w ostatniej jej fazie dywizja poddana była surowemu egzaminowi.

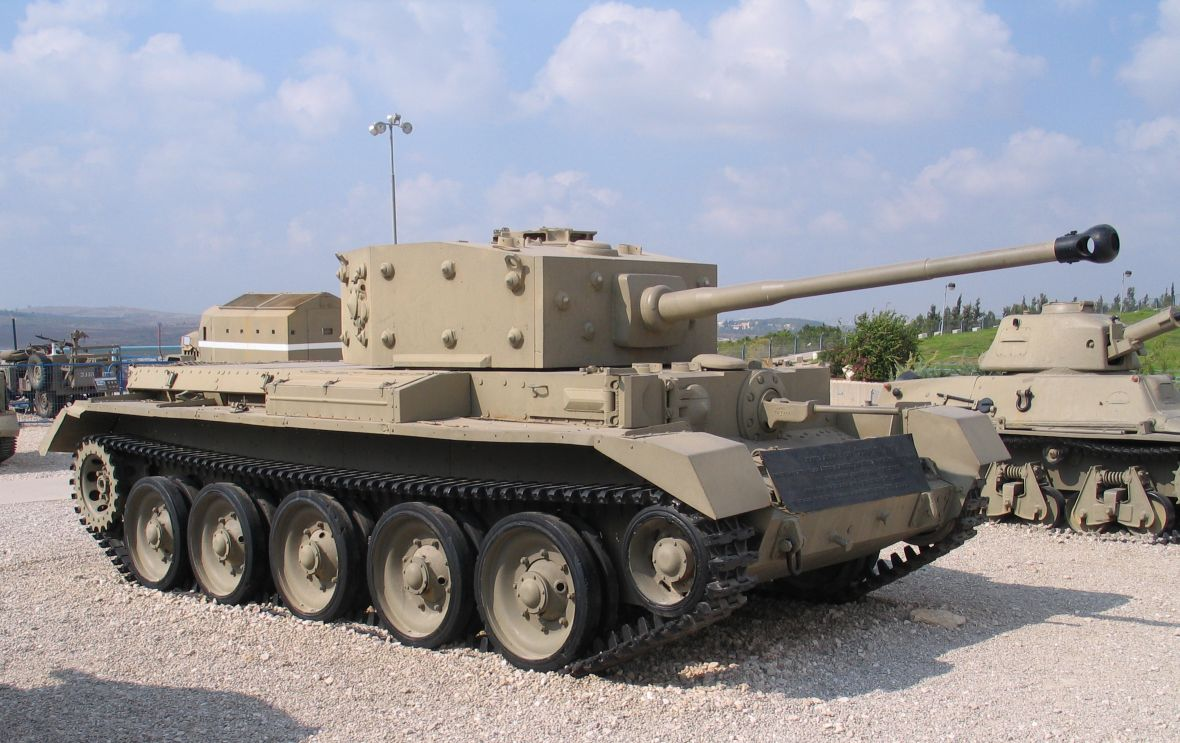
Mk VIII Cromwell – czołgi tego typu były na wyposażeniu dowództwa 1 DPanc oraz 10 pułku strzelców konnych

Po sforsowaniu Dives, dywizja opanowała dwa decydujące punkty terenowe: kompleks wzgórz Mont-Ormel i miasteczko Chambois. W ten sposób zamknęła drogi odwrotu głównych sił niemieckiej 7 Armii.
Następnie, w warunkach całkowitego okrążenia, broniła tych rejonów do momentu nadciągnięcia głównych sił 21 Grupy Armii. W bitwie tej dywizja wzięła ponad 5 tys. jeńców
Od 1 września dywizja brała udział w pościgu za wycofującym się nieprzyjacielem. Sforsowała Sommę i wyzwoliła Abbeville i St. Omer. 5 września przekroczyła pod Ypres granicę Belgii i do 4 października wyzwoliła kolejne miejscowości: Ypres, Roulers, Thielt, Gandawy, St. Nieolas i Merxplas. Sforsowała Kanał Gandawski i stoczyła pięciodniowy bój pod Axel u ujścia Skaldy.
4 października 1 Dywizja Pancerna wkroczyła do Holandii, rozpoczynając walki w tym kraju od wyzwolenia Berle-Nassau. Później nacierała na Bredę, a po jej uderzyła w kierunku północnym z zadaniem zdobycia ufortyfikowanego rejonu Moerdijk u ujścia Mozy. Zadanie zostało wykonane po pięciodniowym ciężkim boju w niezwykle trudnym terenie.
9 listopada Polacy stanęli nad Mozą i pozostali nad tą rzeką w obronie szerokiego odcinka. Dywizja uzupełniała straty.
W czasie tego „odpoczynku” dywizja stoczyła jeszcze trwający ponad tydzień ciężki bój o zlikwidowanie ostatniego niemieckiego przyczółka nad Mozą, pod Kaapelsche-Veer.
Pod koniec marca 1945 dywizja przekroczyła Mozę i Ren, by ponownie znaleźć się w szeregach 1 Armii kanadyjskiej i w jej składzie nacierać w kierunku Półwyspu Fryzji.
W pierwszej fazie dywizja atakowała ku północy po obydwu brzegach rzeki Ems. Na zachodnim brzegu 3 BSZ opanowała szereg miejscowości na pograniczu holendersko-niemieckim, a 15 kwietnia dotarła do wybrzeża morskiego w rejonie zatoki Dollart. Na wschodnim brzegu 10 BKPanc sforsowała Kanał Kusten, zdobyła niemieckie miasta Aschendorf i Papenburg i wyszła na południowy brzeg Ledy.
27 kwietnia dywizja przystąpiła do forsowania Ledy, a od 30 kwietnia nacierała już w kierunku na ufortyfikowany niemiecki port wojenny – Wilhelmshaven.
Wieczorem 4 kwietnia, po stoczeniu kilku ciężkich walk na bagnistych terenach Fryzji, dywizja weszła w styczność taktyczną z wojskami niemieckimi zewnętrznego obwodu fortyfikacji Wilhelmshaven i szykowała się do natarcia na miasto. W nocy na 5 maja nadeszła jednak wiadomość o bezwarunkowej kapitulacji Niemców przed frontem 21 Grupy Armii.
Rano 5 maja 1945 nastąpiło tryumfalne zakończenie walk 1 Dywizji Pancernej. Przed dowódcą polskiej dywizji gen. Stanisławem Maczkiem kapitulowała twierdza i port Wilhelmshaven.
W ciągu całej kampanii straty własne dywizji w poległych i rannych to ponad 5000 żołnierzy.

### 16 Brygada Pancerna

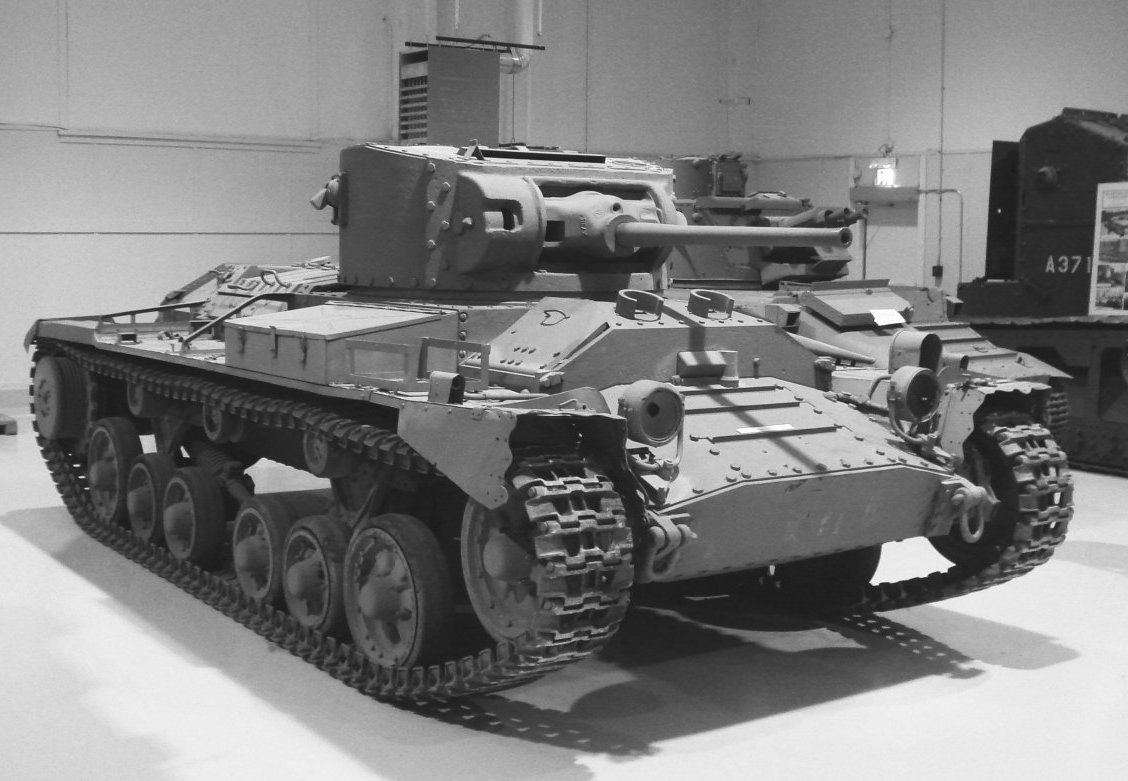
Mk III Valentine – czołgi tego typu stanowiły 1/3 wyposażenia 16 BPanc w 1942

8 października 1940 w Szkocji przystąpiono do organizacji 1 pułku czołgów. W ramach pułku utworzono trzy kadrowe bataliony czołgów, a 29 października 1940 w jego skład włączono Zgrupowanie Żołnierzy Broni Pancernych.
1 września 1941 1 pułk czołgów 1 Korpusu Polskiego został przeformowany w 16 Brygadę Czołgów w składzie: 65, 66 i 67 bataliony czołgów. 13 sierpnia 1942 bataliony pancerne zostały przeformowane w pułki pancerne, który nadano kolejne numery 1, 2 i 3, a w marcu 1943 w skład brygady włączono Batalion Strzelców Podhalańskich.
We wrześniu 1943 przystąpiono do reorganizacji 1 Dywizji Pancernej.
Dwie dotychczasowe brygady pancerne połączono ze sobą pozostawiając nazwę 10 Brygada Kawalerii Pancernej.
Nadwyżki i część skadrowanych oddziałów pozostawiono w „nowej” 16 BPanc.
W jej skład weszły: szwadron sztabowy (z 10 BKPanc), 3 pułk pancerny (kadrowy), 14 pułk kawalerii pancernej i skadrowane pododdziały brygadowe. 10 listopada 1943 16 Brygada Pancerna została podporządkowana dowódcy 2 Dywizji Grenadierów Pancernych (kadrowej).
W drugiej połowie 1944 do Polskich Sił Zbrojnych wcielono znaczną liczbę Polaków – żołnierzy pełniących przymusową służbę wojskową w Wehrmachcie. Napływ uzupełnień pozwolił na odtworzenie stanów istniejących i formowanie nowych jednostek wojskowych.
3 kwietnia 1945 przystąpiono do formowania 5 pułku pancernego, a 16 kwietnia 1945 rozpoczęto organizację 16 pułku dragonów.
Struktura organizacyjna 16 Samodzielnej Brygady Pancernej w maju 1945 przedstawiała się następująco: 3 pułk pancerny, 5 pułk pancerny, 14 pułk ułanów, 16 pułk dragonów i inne pododdziały brygadowe.
W działaniach bojowych brygada udziału nie wzięła.

## W ZSRR, na Bliskim Wschodzie i Półwyspie Apenińskim

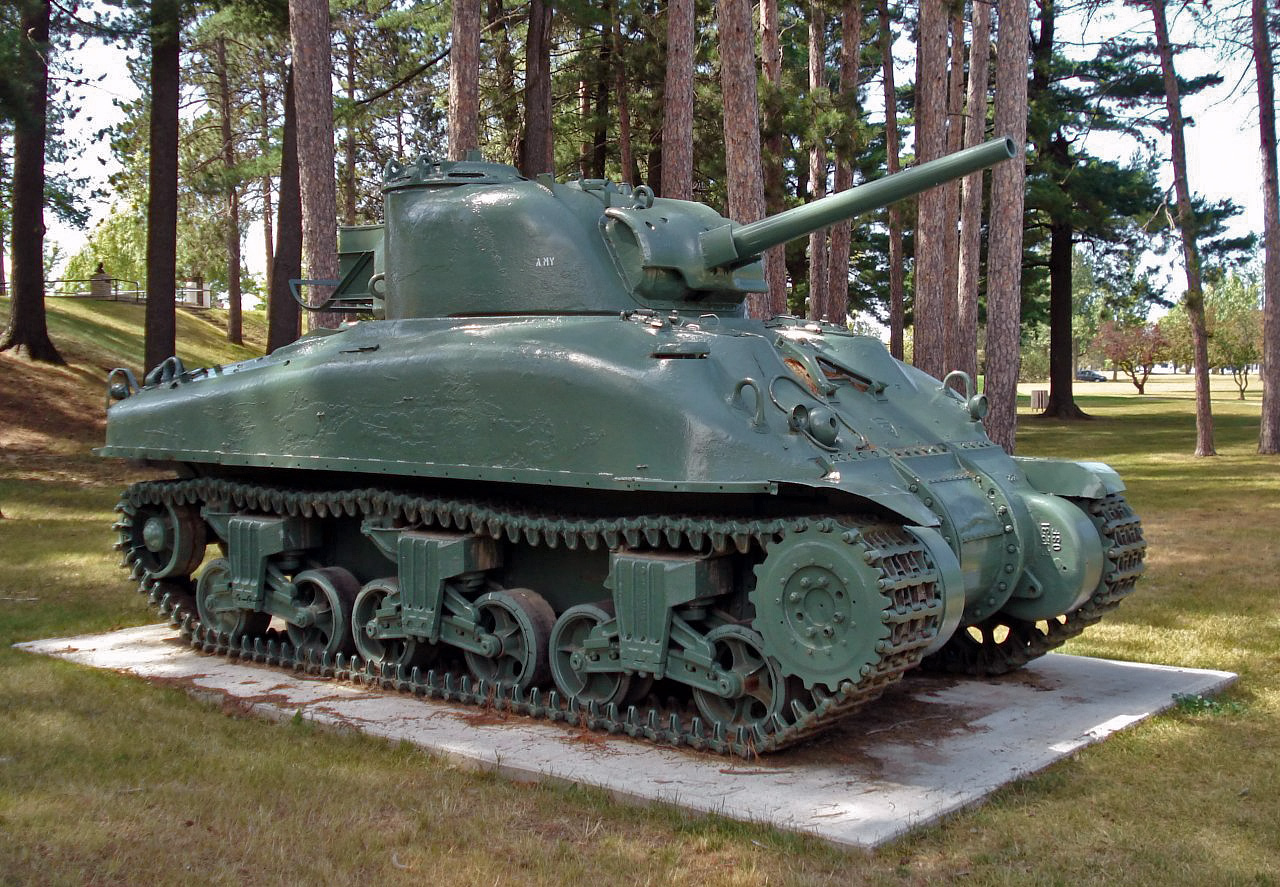
Czołg podstawowy pułków pancernych – M4 Sherman

Wojska pancerne na tym teatrze działań wojennych rodowód swój biorą z dywizjonów kawalerii formowanych przy dywizjach piechoty w ramach Armii Andersa.
16 września powstał przy 5 Dywizji w Tatiszczewie 5 Batalion Pancerny (Kawalerii). Jego dowódcą został mjr Stanisław Szostak. Na szczeblu Armii utworzono Dowództwo Broni Pancernej. Strona sowiecka nie wyraziła jednak zgody na tworzenie jednostek pancernych. 17 listopada w ramach 6 Dywizji Piechoty został utworzony w Tockoje 6 dywizyjny batalion strzelecki.
W styczniu 1942 ukazał się rozkaz dowódcy armii o rozbudowie wojska. 5 i 6 Batalion Pancerny utworzyły Ośrodek Organizacyjny Broni Pancernej. Opuścił on teren ZSRR w pierwszej ewakuacji. Pod koniec kwietnia utworzono Ośrodek Szkolenia Broni Pancernej. Opuścił on ZSRR 12 sierpnia 1942 w ramach drugiej ewakuacji.
Ośrodek Organizacyjny Broni Pancernej z Iranu został przewieziony do Ahwazu, a następnie transportem morskim do Suezu. Do Palestyny przejechał koleją. Tu nastąpiła reorganizacja. Powstał l Batalion Czołgów, przy którym nadal pozostawało Centrum Wyszkolenia Broni Pancernej.
4 kwietnia 1942 roku l batalion czołgów wraz z Centrum przeszedł do obozu Hill 69, gdzie jest organizowała się 2 Brygada Czołgów.

### 2 Brygada Pancerna
2 Brygada Czołgów
Rzeczywisty rozwój rozpoczął się już po ewakuacji wojsk z „nieludzkiej ziemi” (terytorium ZSRR). Powstała 2 Brygada Czołgów.
We wrześniu 1942 roku brygada została przesunięta do Iraku. Nowym miejscem postoju była Dżalaula w rejonie Kizil Rabat. Rozkaz dowódcy 6 Dywizji Piechoty gen. M. Tokarzewskiego-Karaszewicza ustalał skład podległej mu 2 Brygady Czołgów. W jej skład weszły 4, 5 i 6 bataliony czołgów.
Przy brygadzie zorganizowano Centrum Wyszkolenia Broni Pancernej.
20 czerwca brygada została przesunięta do Taza-Churmatu, w rejon pól naftowych w okolicach Kirkuku. Do nowych zadań brygady należało zabezpieczenie terenu przed sabotażem ze strony Kurdów.
2 Samodzielna Brygada Pancerna
W lipcu nastąpiła zmiana nazwy brygady na Samodzielną 2 Brygadę Pancerną.
Bataliony czołgów przemianowano na pułki czołgów, a skład brygady przedstawiał się następująco:
- 4 pułk pancerny „Skorpion” – z 4 bcz
- 1 pułk ułanów krechowieckich – z 5 bcz
- 6 pułk pancerny „Dzieci Lwowskich” – z 6 bcz

21 sierpnia 2 Brygada Pancerna przeszła ponownie do Palestyny w rejon Gazy.
Brygada wzięła udział w walkach na terenie Włoch. Składała się wtedy ze szwadronu łączności i trzech pułków czołgów: 4 pułku pancernego, 1 pułku (pancernego) ułanów krechowieckich i 6 pułku pancernego „Dzieci Lwowskich”. Organizacja pułków była następująca: dowództwo, pluton rozpoznawczy i trzy szwadrony liniowe. Razem w pułku 52 Shermany, 11 lekkich stuartów i scout carów (lekkich samochodów opancerzonych).
Struktura organizacyjna była charakterystyczna dla jednostki bezpośredniego wsparcia piechoty. W zasadzie oddziały 2 BPanc były wykorzystywane w sposób zdecentralizowany. Poszczególne pułki przydzielano do dyspozycji dowódców dywizji piechoty, a dalej szwadronami do brygad strzeleckich.
Wyznaczano również szwadrony do oddziałów pościgowych i wydzielonych. Wtedy czołgiści ściśle współdziałali z pułkami kawalerii (rozpoznawczymi).
Kilkakrotnie też brygada działała całością sił. Wzmacniana przy tym była brygadą piechoty i brytyjskim pułkiem czołgów, pułkiem kawalerii oraz artylerią. Jej działania wspierało lotnictwo.
W bitwie pod Ankoną brygada dostała zadanie oskrzydlenia niemieckiej 278 DP i odcięcia jej odwrotu.
Ze względu jednak na trudny teren, pola minowe i kontrataki niemieckie brygada nie zdołała odciąć w pełni dróg odwrotu. Zdobyła jednak miasto Chiaravalle. Niemcom pozostał jedynie wąski, ostrzeliwany korytarz pomiędzy wybrzeżem a miastem.
Po raz drugi 2 BPanc nacierała samodzielnie w dniach 13–20 kwietnia 1945 jako Zgrupowanie „Rak” w natarciu na Bolonię. Tym razem nie był to jednak kawaleryjski manewr na skrzydło nieprzyjaciela, tylko trudne czołowe natarcie, połączone z forsowaniem kilku przeszkód wodnych. Zgrupowanie wykonało wówczas do końca postawione mu zadanie.

### Rozpoznawcze pułki samochodów pancernych

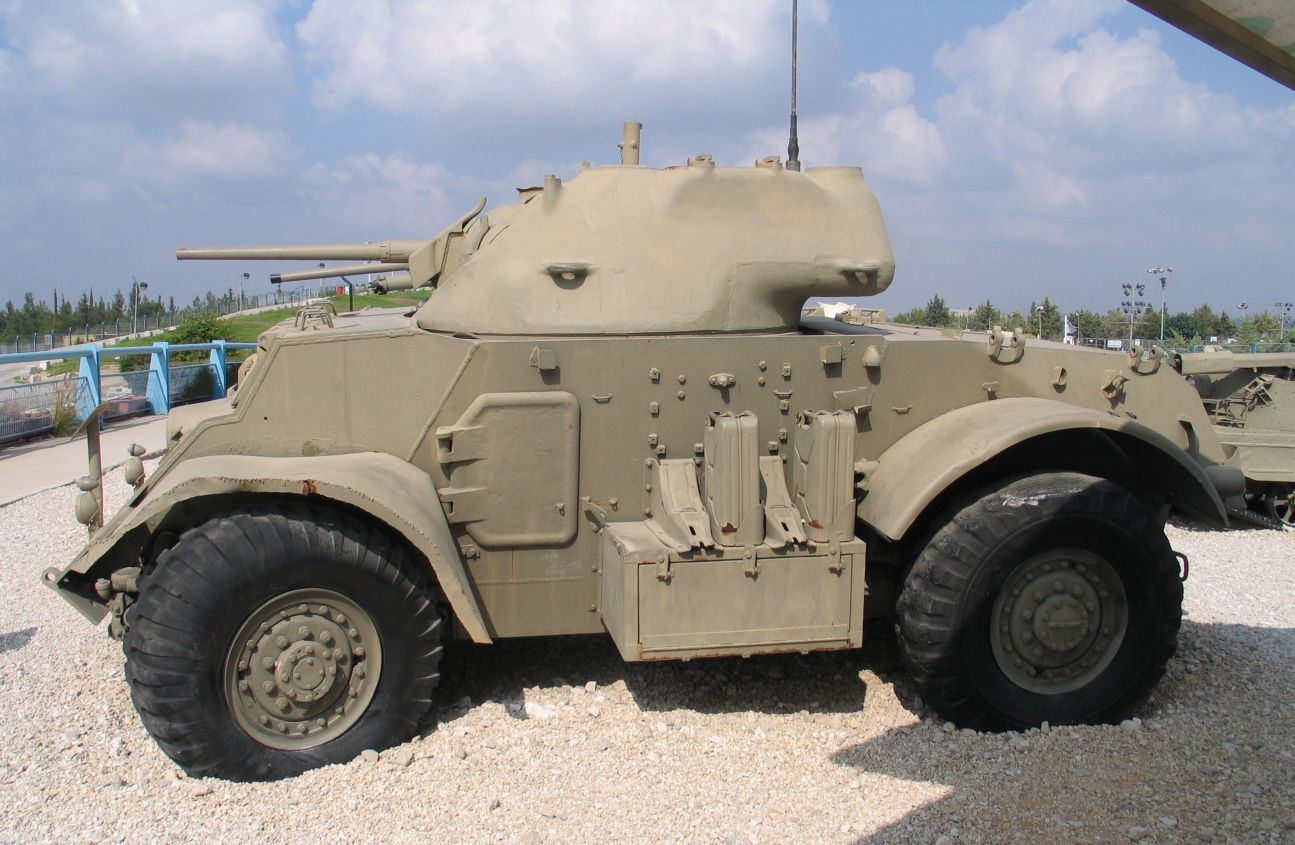
Samochód pancerny pułku – Staghound

Do broni pancernej zaliczane były też rozpoznawcze pułki samochodów pancernych korpusów i dywizji piechoty.
Pułkiem rozpoznawczym 2 Korpusu był pułk ułanów karpackich. W 1945 pułk ułanów karpackich włączono w skład nowo powstałej 2 DPanc i przeformowano na pułk pancerny. Jego zadania, organizację i sprzęt przejął 12 pułk ułanów podolskich.
Korpuśny pułk rozpoznawczy składał się z dowództwa, szwadronu dowodzenia i trzech szwadronów liniowych. Razem: 61 samochodów pancernych. Stan osobowy: 39 oficerów i 710 ułanów.
5 lutego 1945 r. przystąpiono do organizacji 1 pułku szwoleżerów (kadrowego), jako rozpoznawczego pułku samochodów pancernych I Korpusu Polskiego. Do ostatecznego sformowania jednostki nie doszło.
Pułkiem rozpoznawczym 3 Dywizji Strzelców Karpackich był 12 pułk ułanów podolskich, a następnie 7 pułk ułanów lubelskich.
Pułkiem rozpoznawczym 5 Kresowej Dywizji Piechoty był 15 pułk ułanów poznańskich, a następnie 25 pułk ułanów wielkopolskich.
Pułkiem rozpoznawczym 4 Dywizji Piechoty był 9 pułk ułanów małopolskich.
Ponadto w składzie 7 Dywizji Piechoty funkcjonował zapasowy szwadron kawalerii pancernej.
Dywizyjne pułki rozpoznawcze były zorganizowane jednakowo i obejmowały: dowództwo, szwadron dowodzenia i trzy szwadrony liniowe. Razem 28 ciężkich staghoundów oraz 22 lekkie samochody pancerne, 44 oficerów oraz 808 ułanów.
Pułki rozpoznawcze były w zasadzie przeznaczone do prowadzenia działań rozpoznawczych. Nie ograniczały się jednak tylko do prowadzenia samego rozpoznania. Wspierały często walkę batalionów piechoty, aktywnie ubezpieczały skrzydła, uczestniczyły w pościgach i wypadach.
W sposób nietypowy walczyły w bitwie o Monte Cassino. Wszystkie pułki rozpoznawcze zostały spieszone i działały jak piechota.
Także nad Metauro, 18 sierpnia 1944, dowódca 2 Korpusu zorganizował zgrupowanie złożone z trzech pułków kawalerii. Zostało ono wzmocnione piechotą i artylerią. Dowódca zgrupowania (zastępca dowódcy korpusu) otrzymał zadanie typowe dla oddziałów piechoty lub pancernych przeskrzydlenia obrony niemieckiej. Zadanie zostało wykonane.
Polskie pułki kawalerii (rozpoznawcze) cieszyły się bardzo dużym autorytetem zarówno wśród wojsk korpusu, jak i u żołnierzy innych narodowości.

### 14 Brygada Pancerna
Wzrastające w czasie walk na Półwyspie Apenińskim stany osobowe 2 Korpusu pozwoliły na znaczna rozbudowę oddziałów polskich i tworzenie nowych. Planując w korpusie zwiększenie liczby jednostek pancernych, podjęto decyzję o utworzeniu nowej samodzielnej 3 Wielkopolskiej Brygady Pancernej.